# Allgäuflieger
Der Allgäuflieger ist das höchste nach der Bauart Starflyer realisierte Kettenkarussell der Welt. Er wurde im Jahre 2020 von der Firma Funtime im Skyline Park in Bad Wörishofen erbaut. Die Gesamthöhe des Starflyers beträgt 142 Meter. Er verfügt über 12 Gondeln, die mit je 2 Personen besetzt werden können. Während der Fahrt erreichen diese eine maximale Geschwindigkeit von 50 km/h.